# Programa Antártico Belga
La presencia de Bélgica en la Antártida se inicia con la expedición dirigida por el conde Adrien de Gerlache entre 1897 y 1899. Bélgica fue uno de los doce países firmantes originales del Tratado Antártico de 1959, y desde 1985 lleva a cabo un programa de investigación antártica permanente, en ciclos de cuatro años.

## Historia
La primera expedición belga de naturaleza científica a la Antártida fue dirigida por Adrien de Gerlache a bordo del Belgica. La expedición supuso invernar en el continente helado y se prolongó desde 1897 hasta 1899.
El Año Geofísico Internacional de 1957-58 requirió establecer una red geofísica por toda la Antártida. Bélgica acordó junto con otros diez países participar en este evento científico y estableció una estación de investigación a la que denominó Base Rey Balduino sobre una plataforma de hielo flotante sobre la costa de la Tierra de la Reina Maud, una región entonces prácticamente sin explorar. La base fue construida durante la primera expedición belga a la Antártida dirigida por Gaston de Gerlache, hijo de Adrien de Gerlache. A esta expedición le siguieron dos más en los dos años siguientes. La base polar belga estuvo permanentemente ocupada a lo largo de las tres expediciones, hasta que, a finales de 1961, el Centro Nacional de Investigaciones Polares de Bélgica (en francés: Centre National de Recherches Polaires de Belgique) no pudo obtener los fondos necesarios para seguir financiando el programa antártico.
En asociación con los Países Bajos, la primera expedición belgo-neerlandesa (1963-1965) no solo alcanzó el polo sur, sino que estableció una nueva Base Rey Balduino a menos de cien metros de la original, que había quedado sepultada por la nieve.[cita requerida]
En dos periodos de tres años (1958-1961 y 1964-1966), la base Rey Balduino cumplió su propósito de ser un observatorio geofísico y una base operativa para cartografiar geográfica, glaciológica y geológicamente las regiones costeras y montañosas cercanas. Tras el cierre de la base en 1967, se enviaron otras tres expediciones de verano en cooperación con Sudáfrica, pero en 1971 se detuvo temporalmente toda financiación estatal de la investigación antártica belga.
En 1985, con ocasión de la XIII Reunión Consultiva del Tratado Antártico, el gobierno belga organizó el primer programa antártico multianual belga, dirigido y financiado por la Oficina de Política Científica Federal Belga. Sigue operativo a día de hoy.

## Programa de investigación
Los objetivos generales del Programa Antártico Belga iniciado en 1985 son:
- mantener y fortalecer la competencia de Bélgica, particularmente en las áreas de la ciencia en las que Bélgica ha destacado históricamente;
- incrementar la visibilidad de Bélgica en el Sistema del Tratado Antártico;
- contribuir a la gestión racional del medio ambiente y de los recursos naturales de la Antártida;
- evaluar las consecuencias a escala global de los principales procesos naturales que se producen en la Antártida y en el océano circundante.

Los temas de investigación pueden agruparse en las siguientes disciplinas:
- clima y atmósfera;
- biodiversidad;
- geología y geofísica;
- astrofísica;
- administración de datos y colecciones.

Hasta el año 2009, cuando, con ocasión del Año Polar Internacional, se construyó la Base Princesa Isabel, Bélgica no disponía de logística propia en la Antártida ya que la base que tenía anteriormente fue abandonada. Todo el trabajo de campo necesario fue realizado mediante la participación de investigadores belgas en campañas organizadas por otros países según la disponibilidad de espacio libre en buques de investigación y bases.

## Bases de investigación
La primera base belga, la Base Rey Balduino, está abandonada.
En la actualidad, la única base operativa de Bélgica es la Base Princesa Isabel, una base de verano situada en Utsteinen en la Tierra de la Reina Maud (71°57′S 23°20′E / -71.950, 23.333).